# 데자뷔 (비디오 게임)
《데자뷔: 악몽이 현실로》(영어: Déjà Vu: A Nightmare Comes True!!)는 ICOM 시뮬레이션스가 제작한 1985년 포인트 앤 클릭 어드벤처 게임이다. 1941년 12월의 시카고를 무대로, 기억을 잃은 탐정 에이스 하딩이 자신에게 씌어진 살인의 누명을 벗고 자신의 과거를 다시 떠올리기 위해 단서를 찾는 전형적인 하드보일드풍 이야기이다. ICOM이 발매한 네 개의 맥벤처 어드벤처 시리즈의 첫 작품으로, 이후 이야기가 이어지는 후속작 《데자뷔 II: 로스트 인 라스베이거스》가 1988년 출시됐다.
1985년 매킨토시로 먼저 발매된 후 당대 다양한 컴퓨터 기종들로 이식됐다. 1988년에는 일본 회사 켐코가 이식한 패밀리 컴퓨터판이 만들어져 서양 지역에도 다시 수출됐다. 1999년에는 켐코가 다시 이식판 게임보이 컬러판이 후속작과 함께 포함된 판으로 출시됐다. 2017년 10월 패밀리 컴퓨터판이 다른 맥벤처 게임와 함께 포함된 합본 《8비트 어드벤처 앤솔로지: 볼륨 I》이 플레이스테이션 4, 엑스박스 원 및 마이크로소프트 윈도우로 발매됐다.

## 반응
디지털 프레스에선 패밀리 컴퓨터판에 10점 만점에 6점을 부여했다.